# Eriosema cordatum
Eriosema cordatum är en ärtväxtart som beskrevs av Ernst Meyer. Eriosema cordatum ingår i släktet Eriosema och familjen ärtväxter. Inga underarter finns listade i Catalogue of Life.